# Romolo Ferri
Romolo Ferri (Milaan, 23 november 1928 – Trento, 15 mei 2015) is een voormalig Italiaans motorcoureur.

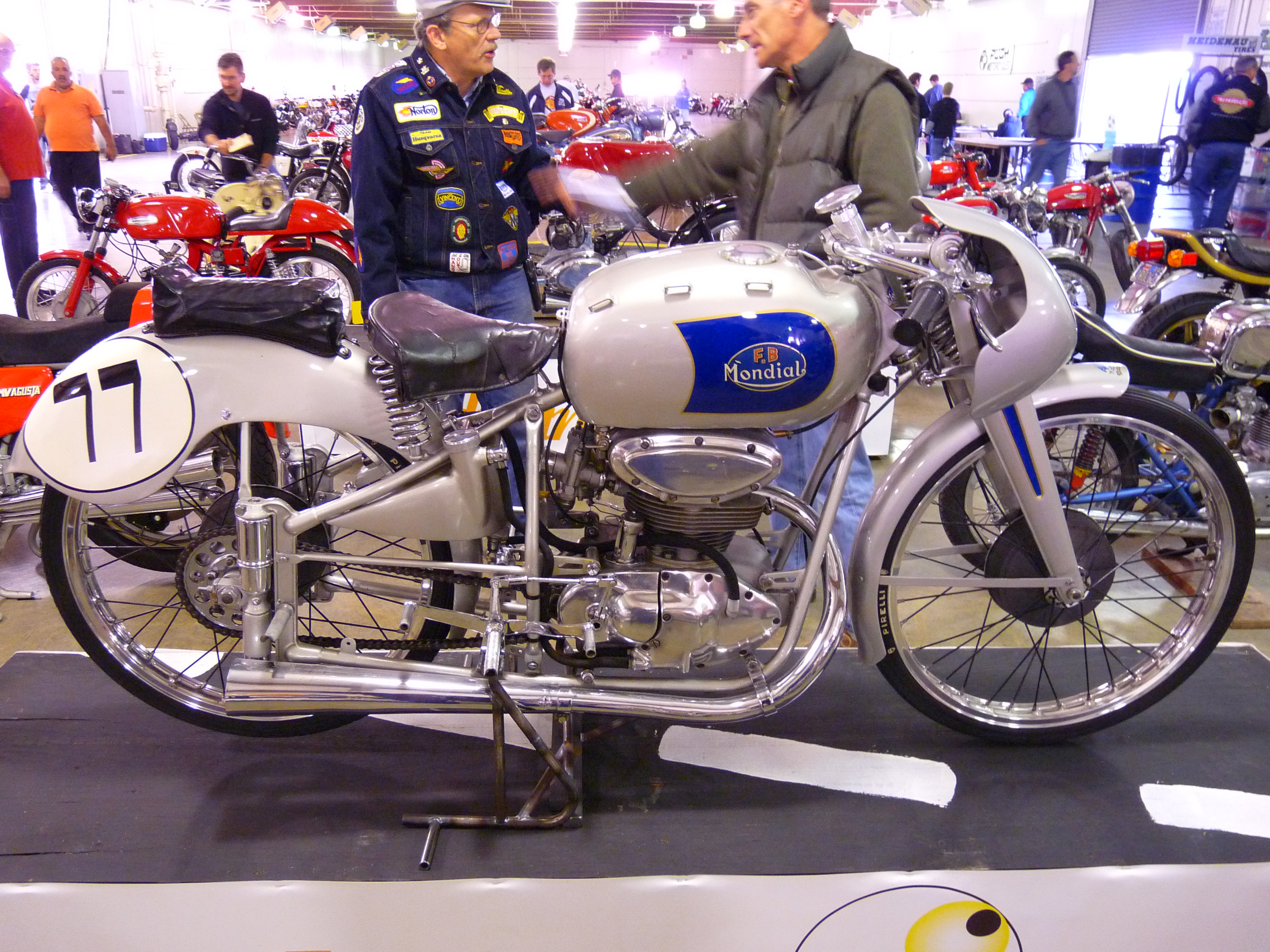
Mondial 125 Bialbero uit 1951

Romolo Ferri werd vaak als "extra rijder" ingehuurd door verschillende Italiaanse merken. Meestal waren het anderen die als "eerste rijder" betaald werden, maar het was van belang dat rijders met lokale bekendheid goed presteerden in de Grand Prix des Nations, die op Monza werd verreden en voor de Italianen dus een thuisrace was. Bovendien moesten er zo veel mogelijk punten gescoord worden om de constructeurstitel, waar in die tijd nog veel waarde aan werd gehecht, veilig te stellen. Ferri won in zijn carrière slechts één WK-race, de GP van Duitsland op de Solitudering in 1956. Hij deed dat op een Gilera 125 GP.

## Carrière
- 1950: Romolo Ferri nam in 1950 voor het eerst deel aan het wereldkampioenschap wegrace, dat toen pas voor de tweede keer werd verreden. De 125 cc klasse was toen nog vrij nieuw. Ze had in 1928 één keer deel uitgemaakt van het Europees kampioenschap en was in 1949 toegevoegd aan het wereldkampioenschap. In de Isle of Man TT werd pas in 1951 een plaats ingedeeld voor de lichtste klasse, toen de Ultra-Lightweight TT werd ingevoerd. Die had in de jaren twintig ook al bestaan, maar werd toen met 175 cc motorfietsen verreden. Sinds 1949 waren het steeds Italianen geweest die het sterkst waren in de 125 cc klasse. FB Mondial, Moto Morini en MV Agusta vochten om de titel met rijders als Gianni Leoni, Renato Magi, Umberto Masetti, Nello Pagani, Bruno Ruffo en Carlo Ubbiali. In 1950 had Mondial de eerste drie plaatsen gepakt met Ruffo, Leoni en Ubbiali. Moto Morini kon niet echt meekomen, maar voor de laatste van slechts drie WK-races, de thuisrace in Monza, wilden alle Italiaanse teams zich van hun beste kant laten zien en daarom kreeg Romolo Ferri ook een Morini, waarmee hij slechts zevende werd.
- 1951: In 1951 kreeg het team van Mondial harde klappen te verwerken: Renato Magi verongelukte op 17 april, nog vóór de opening van het seizoen, bij een recordpoging. Guido Leoni, nog maar net lid van het team, won de Grand Prix van Spanje, maar verongelukte tijdens een wedstrijd om het Italiaans kampioenschap op 6 mei. Bij dat ongeluk kwam ook Raffaele Alberti om het leven. Cromie McCandless, ingehuurd vanwege zijn kennis van de Britse circuits, deed wat er van hem werd verwacht en won de Ultra-Lightweight TT met de Mondial. Gianni Leoni (geen familie van Guido) won voor Mondial de TT van Assen, maar hij reed in de 250 cc klasse met een Moto Guzzi en daarom moest hij ook naar de Grand Prix van Ulster, waar de 125 cc niet meetelde omdat er slechts vier deelnemers waren. Gianni verongelukte tijdens de trainingen tegelijk met Sante Geminiani. Het team van Mondial was nu wel erg uitgedund en daarom is het goed mogelijk dat Romolo Ferri opnieuw voor de laatste race, de Grand Prix des Nations, werd ingehuurd. Die werd ten slotte weer in Monza gereden. Ferri werd nu tweede achter Carlo Ubbiali, die wereldkampioen werd. De zes punten die Romolo Ferri hier haalde waren genoeg voor de zevende plaats in het wereldkampioenschap 125 cc. Gianni Leoni werd postuum tweede en Guido Leoni werd postuum vijfde.
- 1952: In 1952 reed Ferri waarschijnlijk weinig internationale wedstrijden. Hij viel met de Moto Morini uit in Italië, maar werd vierde in Spanje, waardoor hij in het 125 cc wereldkampioenschap op de dertiende plaats eindigde.
- 1953: In 1953 kwam Romolo Ferri in de annalen van het wereldkampioenschap helemaal niet voor.
- 1954: In 1954 werd hij opnieuw alleen voor de laatste WK-race ingehuurd, ditmaal door Moto Guzzi. Met de 250 cc Moto Guzzi Gambalunghino werd hij Italië tweede achter zijn teamgenoot Arthur Wheeler. In dat jaar was de NSU Rennmax niet te verslaan en NSU bezette dan ook de eerste drie plaatsen in het 250 cc wereldkampioenschap. Romolo Ferri eindigde als zesde in het WK, gelijk met Georg Braun.
- 1955: In 1955 bestond het WK 125 cc-seizoen uit zes wedstrijden. Romolo Ferri startte met een Mondial in de eerste drie. In Spanje werd hij tweede, in Frankrijk zesde en in de Lightweight 125 cc TT viel hij uit. Ferri's teamgenoot Giuseppe Lattanzi verongelukte tijdens de race Milaan - Taranto in 1955. Mogelijk trok Mondial haar fabrieksteam daarom voor de rest van het seizoen terug, want ook Tarquinio Provini komt in de statistieken niet voor na de Isle of Man TT. Aan het einde van 1955 werd Romolo Ferri door Gilera aangetrokken om de nieuwe Gilera 125 GP te testen.
- 1956: In 1956 stapte ook Gilera in de 125 cc klasse, onder aanvoering van Ferruccio Gilera, de zoon van de oprichter. Die had de verantwoordelijkheid over de race-afdeling gekregen en had Franco Passoni opdracht gegeven de Gilera 350 4C en de Gilera 125 GP te ontwikkelen. Voor de 125 cc klasse werd Romolo Ferri aangetrokken. Aan de eerste twee wedstrijden, de Lightweight 125 cc TT en de Dutch TT, nam het team van Gilera nog niet deel omdat het door de FIM geschorst was na een incident in Assen in 1955. In de Grand Prix van België reed Ferri de snelste ronde, maar hij viel uit. Zijn eenmalige teamgenoot voor dat jaar, Pierre Monneret, werd derde. De wereldtitel stond toen eigenlijk als vast, want Carlo Ubbiali won voor MV Agusta in België zijn derde race, en de vier beste resultaten van dat jaar telden mee voor de titel. Op de Solitudering won Romolo Ferri de GP van Duitsland vóór Ubbiali en Tarquinio Provini met de Mondial. Ferri reed ook de snelste ronde. In de Ulster Grand Prix werd Ferri tweede achter Ubbiali en in de laatste race in Monza viel hij uit. Daarmee was 1956 zijn beste seizoen. Hij werd tweede in het wereldkampioenschap 125 cc, ondanks de twee gemiste wedstrijden aan het begin van het seizoen én ondanks het feit dat zijn Gilera nog maar net van de tekentafel kwam.
- 1957: Het plotselinge overlijden van Ferruccio Gilera in oktober 1956 wierp een grote schaduw over alle race-activiteiten van Gilera. Giuseppe Gilera stond op het punt het hele bedrijf aan Ferruccio over te dragen. Ferruccio was erg geliefd bij de mensen van de race- en ontwikkelingsafdeling van Gilera en eigenlijk had niemand veel zin om de machines voor 1957 verder te ontwikkelen. Dat betekende meteen het einde van de 125 cc Gilera. In 1957 werd nog geracet in de 350- en de 500 cc klasse, maar daarna stopte het merk met alle race-activiteiten. Voor Romolo Ferri betekende dat dat hij niet kon deelnemen aan het wereldkampioenschap van 1957.
- 1958: Eind 1957 waren Mondial, Moto Guzzi en Gilera officieel gestopt met wegraces. MV Agusta eigenlijk ook, maar dat kwam op haar besluit terug en was daardoor in 1958 verlost van alle concurrentie en het won alle wereldtitels met solomotoren. Het jonge merk Ducati sprong in het gat dat Mondial en Gilera in de 125 cc klasse lieten vallen. Romolo Ferri reed een aantal wedstrijden in het begin van het seizoen. De Lightweight 125 cc TT werd al lang niet meer op de lange Snaefell Mountain Course gereden, maar op de veel kortere Clypse Course. Daardoor viel het voordeel voor de Britse rijders, die de Mountain Course veel beter kenden, weg. Romolo Ferri werd er tweede achter Ubbiali. In Assen startte Ferri niet, maar in België werd hij opnieuw tweede, ditmaal achter zijn teamgenoot Alberto Gandossi. In Duitsland viel hij uit. Daarna nam hij niet meer deel aan WK-wedstrijden tot in 1964. In 1958 eindigde hij als zesde in de 125 cc klasse.
- 1964: Tot 1964 bleef het waar het internationale races betrof stil rond Romolo Ferri. Intussen waren de Italiaanse merken vrijwel verdreven uit de lichte klassen door Honda, Yamaha en Suzuki. Ferri startte alleen in de Grand Prix des Nations op Monza met een EMC. Dat was een klein Brits merk dat productieracers maakte, maar nooit hoog in de ranglijsten kwam. Romolo Ferri werd negende in zijn laatste race.